# Anthophora micheneri
Anthophora micheneri är en biart som beskrevs av Brooks 1988. Anthophora micheneri ingår i släktet pälsbin, och familjen långtungebin. Inga underarter finns listade i Catalogue of Life.